# Ugo Ughi
Ugo Ughi fue un deportista italiano que compitió en esgrima, especialista en la modalidad de sable. Ganó una medalla de plata en el Campeonato Mundial de Esgrima de 1933 en la prueba por equipos.

## Palmarés internacional
| Juegos Olímpicos | Juegos Olímpicos   | Juegos Olímpicos | Juegos Olímpicos  |
| Año              | Lugar              | Medalla          | Prueba            |
| ---------------- | ------------------ | ---------------- | ----------------- |
| 1933             | Budapest (Hungría) | Medalla de plata | Sable por equipos |